# Бойченко, Гавриил Моисеевич
Гавриил Моисеевич Бойченко (1 февраля 1927, Ессентуки — 1 августа 2013, Алма-Ата) — советский и казахстанский актёр театра, народный артист Казахской ССР (1987).
С 1962 года в ТЮЗе имени Сац. Руководитель русского отделения театра (1985—1987). С 1994 года актёр Русского театра драмы им. М. Ю. Лермонтова. Значительные сценические роли: Мишка («Красные дьяволята» Н. Н. Серебрякова), Белоянис («Человек с белой гвоздикой» Н. Н. Гусева), Барон Мюнхгаузен («Самый правдивый» Г. М. Горина) и другие.